# 帝釋峽

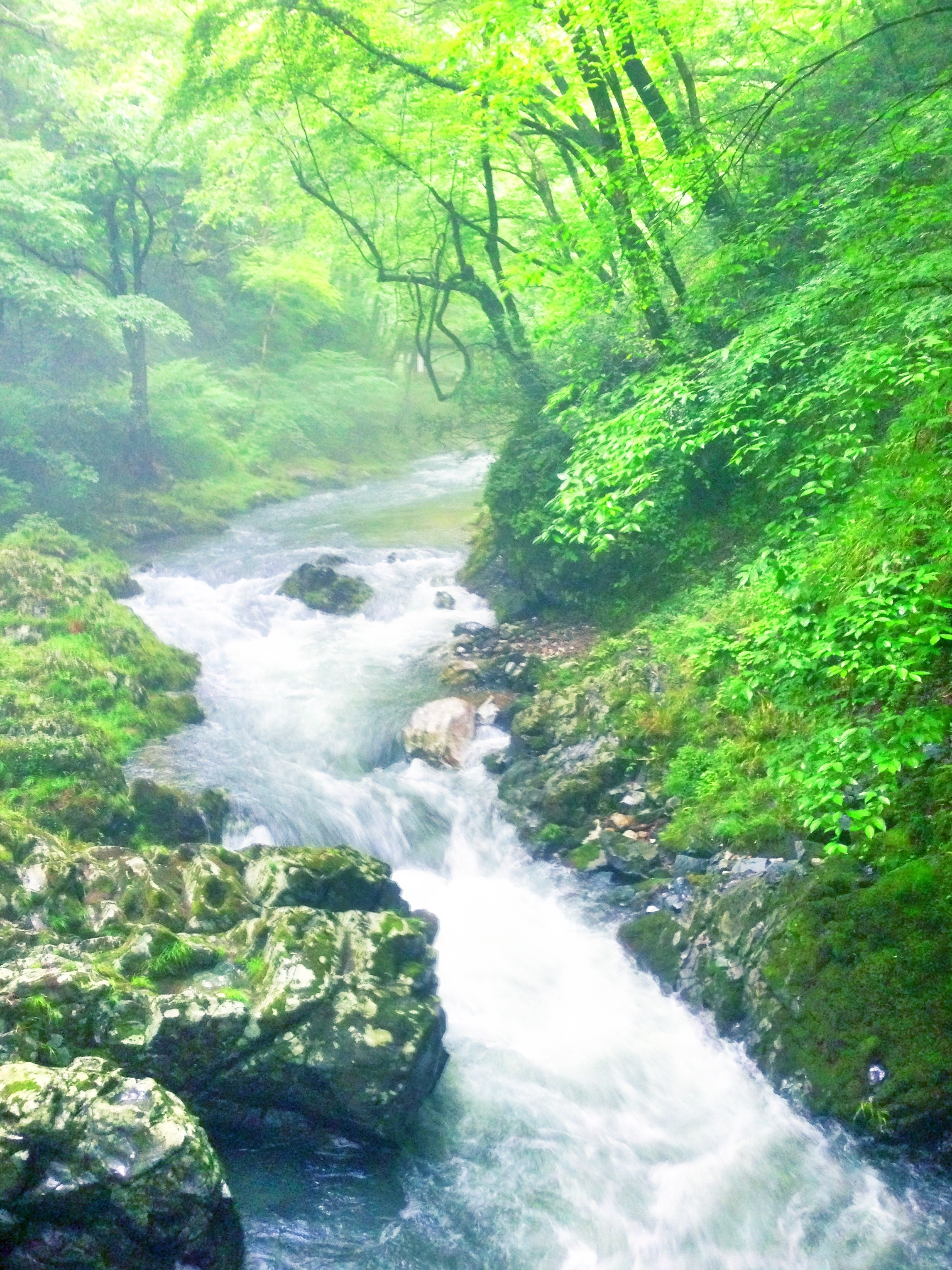
帝釋川，白雲洞付近

帝釋峽（日语：／）是位於日本中國山地，廣島縣東北部原市東城町及神石高原町的一座全長18公里的峽谷，被指定為名勝，是比婆道後帝釋國定公園的主要景點。帝釋峽是日本百景之一，和三段峽並為廣島縣最具代表性的景點之一，也是日本國內規模較大的峽谷。帝釋峽內的主要景點有神龍湖、雄橋、断魚溪、白雲洞等。

## 關連項目
- 日本百景

## 外部連結
- 帝釈峡観光協会 （页面存档备份，存于）
- しょうばら四季歳々 （页面存档备份，存于）
- 神石高原町観光協会 （页面存档备份，存于）
- 帝釈峡スコラ
- Tojo-cho.com: 国定公園 帝釈峡 （页面存档备份，存于）
- ひろしま戦前の風景

34°50′46″N 133°13′34″E / 34.84611°N 133.22611°E